# Adam Busch
Pour les articles homonymes, voir Busch.
Adam Busch est un acteur américain né le 6 juillet 1978 à East Meadow, État de New York. Il est notamment connu pour avoir tenu le rôle de Warren Mears dans la série télévisée Buffy contre les vampires (saisons 5, 6 et 7).

## Biographie
Adam Busch est né le 6 juillet 1978 à East Meadow, État de New York.

### Vie privée
Il fut en couple avec l'actrice Amber Benson de 2002 à 2009.
Il est également le chanteur d'un groupe folk rock nommé Common Rotation.

## Filmographie

### Cinéma

#### Longs métrages
- 1994 : Léon de Luc Besson : Manolo
- 2001 : Bad Girls (Sugar and Spice) de Francine McDougall : Un geek
- 2001 : Magic Rock d'Aditya Chandora et Bradley Gallo : Kyle
- 2002 : Book of Danny d'Adam Yaffe : Wrenstchler
- 2006 : American Dreamz de Paul Weitz : Sholem Glickstein
- 2006 : Dirty Work de Bruce Terris : Cook
- 2008 : The Hustle de Deon Taylor : L'homme sandwich
- 2009 : Are You Scared 2 de John Lands et Russell Appling : Steven
- 2009 : Cummings Farm d'Andrew Drazek : Alan
- 2016 : The Duke (Urge) d'Aaron Kaufman : Le tireur
- 2016 : Happy Baby de Stephen Elliott : Petey
- 2016 : Les stars de la toile (Internet Famous) de Michael J. Gallagher : Frank Riggits
- 2016 : After Adderall de Stephen Elliott : L'assistant de l'agent
- 2017 : Rebel in the Rye : Aux origines de l'Attrape-cœurs (Rebel in the Rye) de Danny Strong : Nigel Bench
- 2017 : Dave Made A Maze de Bill Watterson : Gordon
- 2021 : Frank de Krsy Fox : Teru
- 2022 : Hypochondriac d'Addison Heimann : Dr Rosenstein
- 2022 : Allegoria de Spider One : John
- 2022 : Menorah in the Middle de Jordan Kessler : Jacob

#### Courts métrages
- 2008 : Pic Six de David Breckman : Evan
- 2011 : The Dungeon Master de Rider Strong et Shiloh Strong : Shane
- 2012 : Going Local de Sam O'Hare : Robert
- 2012 : Reverse Parthenogenesis de Javier Grillo-Marxuach : Saul
- 2015 : What We Talk About When We Talk About Zombies de Stephen Elliott : Ted
- 2015 : The Strange Lives of the Not So Destined de Theodore James : Marcus
- 2020 : What the Spell ? de Krsy Fox : Adam
- 2023 : Sugar Rag de Jai Love : Le père

### Télévision

#### Séries télévisées
- 1996 - 1998 : The Mystery Files of Shelby Woo : Noah Allen
- 1998 : New York, police judiciaire (Law and Order) : Mark
- 2001 : Le Fugitif (The Fugitive) : Sean "Fitz" Fitzgibbon
- 2001 - 2003 : Buffy contre les vampires (Buffy the Vampire Slayer) : Warren Mears
- 2004 : The Jury : Steve Dixon
- 2005 : Point Pleasant, entre le bien et le mal (Point Pleasant) : Wes
- 2006 : Dr House (House M.D.) : Tony
- 2007 : Back to You : L'assistant
- 2008 : Terminator : Les Chroniques de Sarah Connor (Terminator : The Sarah Connor Chronicles) : Charlie Fischer
- 2010 : Grey's Anatomy : Fred Wilson
- 2011 : Count Jeff : Jeff
- 2012 - 2014 : Men at Work : Neal
- 2012 - 2014 : My Music : Indie
- 2013 : Les Experts (CSI : Crime Scene Investigation) : Max Dinello
- 2014 : Major Crimes : Scott Ward
- 2015 : Empire : Chase One
- 2016 : NCIS : Enquêtes spéciales (NCIS) : Arthur Jankowski
- 2016 - 2017 : Colony : Le professeur
- 2017 : Wisdom : Tous contre le crime (Wisdom of the Crowd) : Louis Hines
- 2018 : Altered Carbon : Mickey
- 2019 : The Rookie : Le Flic de Los Angeles (The Rookie) : Mike Garvey
- 2019 : Proven Innocent : Noah Weiss
- 2021 : Chicago Police Department (Chicago P.D) : Jeff Tolan